# Wiener Landesjagdverband
Der Wiener Landesjagdverband ist die gesetzliche Interessensvertretung der Jäger in Wien und eine Servicestelle für alle Jäger und jagdlich Interessierten. Er besteht aus der Gemeinschaft der Besitzer von Landesjagdkarten und ist mit rund 1.500 Mitgliedern der kleinste Landesjagdverband Österreichs. Gegründet wurde er in den Nachkriegsjahren nach der Gebietstrennung Wien – Niederösterreich – durch das Wiener Jagdgesetz vom 19. Dezember 1947.

## Zweck
Zweck ist:
- die Sicherung einer gesunden Umwelt
- als Lebensraum der freilebenden Tierwelt
- die Erhaltung eines an die land- und forstwirtschaftlichen Gegebenheiten angemessenen, artenreichen und gesunden Wildstandes
- die Vertretung der jagdlichen Interessen im Bundesland Wien
- Durchführen von Trophäenschauen (§75a Wiener Landesjagdgesetz)
- Servicestelle für alle Jäger und jagdlich Interessierten
- Pflege der jagdlichen Bräuche und Traditionen

## Organisation
Die Organe sind der Vorstand, der Ausschuss und die Vollversammlung. Das Bundesland Wien wird in fünf Jagdbezirke aufgeteilt. Die Mitglieder des Landesjagdverbandes werden jedoch in sechs Bezirksgeschäftsstellen verwaltet. Leiter einer Bezirksgeschäftsstelle ist der Bezirksjägermeister.

## Veranstaltungen

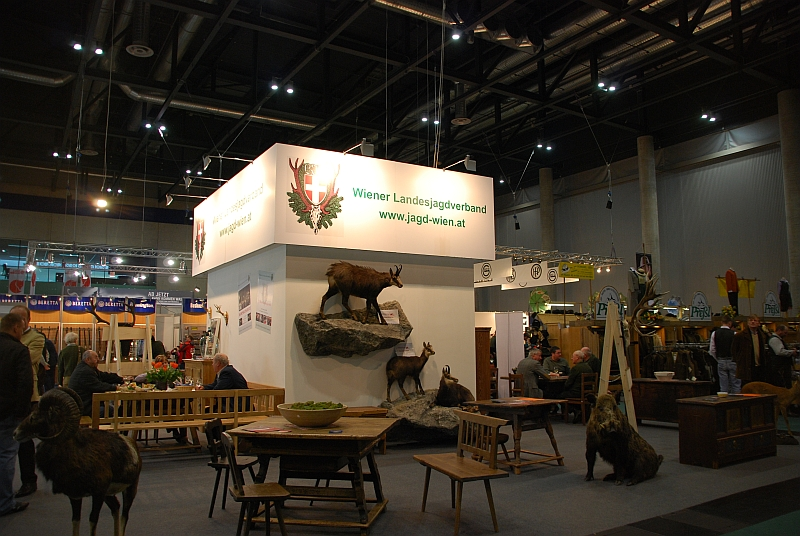
Informationsstand des Wiener Landesjagdverbandes auf der JASPOWA 2009

Die Pflege der Jagdkultur ist dem Wiener Landesjagdverband ein wichtiges Anliegen. Jährlich veranstaltet er den Wiener Landesjägerball sowie ein großes Jagdhornbläserkonzert im Wiener Rathaus und die Eustachiusfeier im Lainzer Tiergarten. Auch bei der Messe JASPOWA, einer internationalen Messe zum Thema Jagd, Fischerei und Offroad auf der Messe Wien, ist der Verband vertreten.

## Jagen in Wien

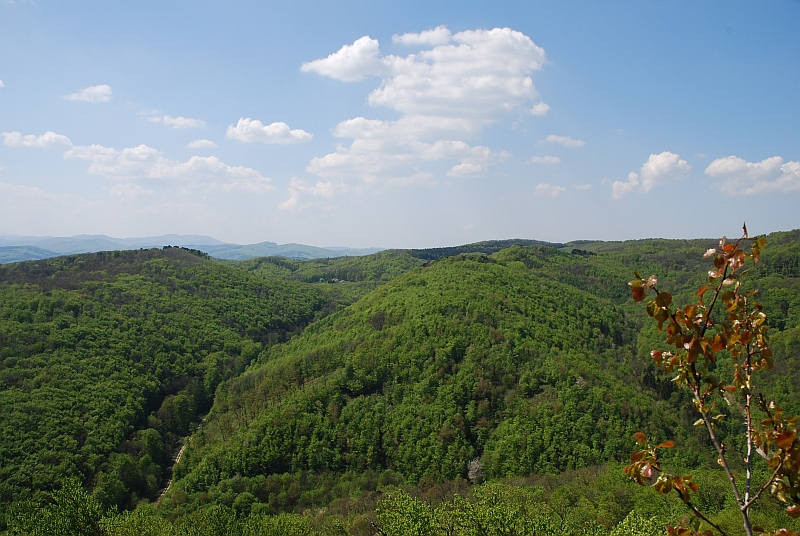
Der Wienerwald im Westen von Wien

Einer These nach war Wien u. a. deshalb über Jahrhunderte das Zentrum des Reiches, weil es vielfältige Jagdmöglichkeiten bot. Hermann Prossinagg, der sich intensiv mit der Jagd in Wien befasst hat, vertritt die Meinung, dass der Status als Reichshauptstadt wesentlich von der Lage und der Tatsache herrührt, dass Wien und die Umgebung dem Herrscherhaus und seinen Gästen jagdlich viel bot:
- Hügel- bzw. sogar Berglandschaft
- Steppe
- Wienerwald
- Auwald
- Wasser

Jagen war in Wien bis Ende des 19. Jahrhunderts dem Adel vorbehalten. Erst durch das Jagdpatent vom 7. März 1849 wurde das Jagdrecht ein Recht des Grundeigentümers. Geregelt wird das Jagdwesen in Österreich heute von den einzelnen Bundesländern, was dazu führt, dass es zwischen den Ländern oft erhebliche Unterschiede in der Gesetzgebung gibt. Wo man in Wien jagen darf und wo nicht, das bestimmt die zuständige Behörde alle neun Jahre am Ende einer Jagdperiode. Das Verfahren heißt Jagdgebietsfeststellungsverfahren. Die zuständige Behörde für das Jagdwesen (Ausstellung der Jagdkarten, Führen der Jagdstatistik) in Wien ist ab 1. Januar 2010 die Magistratsabteilung 58 – Wasserrecht.

## Wald in Wien
Rund 72 Prozent der Wiener Waldflächen gehören heute der Stadt. Diese Flächen werden vom Forstamt und Landwirtschaftsbetrieb der Stadt Wien (Magistratsabteilung 49) jagdlich betreut (Westen und Nordwesten Wiens sowie Lobau). Der Waldbesitz der Österreichischen Bundesforste beträgt etwa zwölf Prozent. Kirchenwälder (Stifte Schotten, St. Peter und Klosterneuburg) nehmen zusammen rund acht Prozent ein. Etwa zwei Prozent gehören der Republik Österreich (z. B. ÖBB), der Rest von ca. sechs Prozent der Waldflächen befindet sich in privaten Händen. Die Stadt Wien verpachtet keine Jagden, sondern verkauft Abschüsse.

## Jägerschule Wien
Für die Ausbildung der Jäger in Wien ist der Wiener Landesjagdverband zuständig. Er bietet in der „Wiener Jägerschule“ jährlich mindestens zwei Kurse an, die jeweils aus einem Theorieteil (60 Stunden) und einem Praxisteil (Schießtraining) (12 Stunden) bestehen. Für die erfolgreiche Absolvierung der Jagdprüfung ist ein umfangreiches Wissen aus den Bereichen Umweltschutz, Wildökologie, Naturschutz, Ökologie, Land- und Forstwirtschaft, Waffenkunde und Erste Hilfe notwendig. Besonderes Augenmerk wird im Rahmen der Ausbildung auf den sicheren Umgang mit Waffen und Munition gelegt. Aber auch Jagdtradition, Jagdfachausdrücke und Jagdgebräuche, die Jagdhundehaltung, Jagdhundeführung, die Behandlung des erlegten Wildes und der Wildbrethygiene sind Kursinhalte. Jährlich werden über 350 Jungjäger ausgebildet.